# Instytut Podstaw Inżynierii Środowiska Polskiej Akademii Nauk
Instytut Podstaw Inżynierii Środowiska PAN (IPIŚ) – instytut naukowy Polskiej Akademii Nauk z siedzibą w Zabrzu. Prowadzi badania z zakresu ochrony środowiska, a w szczególności w zakresie rekultywacji terenów poprzemysłowych.

## Historia
Od 1954 przed powołaniem Instytutu działalność w tej dziedzinie prowadził Komitet Naukowy PAN ds. Górnośląskiego Okręgu Przemysłowego. Założycielem i pierwszym dyrektorem był prof. dr Eugeniusz Zaczyński. W styczniu 1961 roku powołany został Zakład Badań Naukowych Górnośląskiego Okręgu Przemysłowego Polskiej Akademii Nauk. W czerwcu 1970 r. zmieniono strukturę oraz nazwę instytutu na Zakład Ochrony Środowiska Regionów Przemysłowych PAN.
W 1972 rozpoczęto budowę nowego budynku dla Instytutu, a w 1975 r. nadano mu nazwę Instytut Podstaw Inżynierii Środowiska Polskiej Akademii Nauk.

## Zakłady
W IPIŚ PAN działają: 
- Zakład Gospodarki Odpadami i Analiz Środowiskowych
- Zakład Gospodarki Wodnej i Ochrony Wód
- Zakład Ochrony Powietrza 
  - Zespół Imisji Zanieczyszczeń
  - Zespół Emisji Zanieczyszczeń
- Zakład Magnetyzmu Środowiska i Rekultywacji
- Zakład Wpływu Zanieczyszczeń Obszarowych Na Środowisko

## Dyrektorzy
- prof. dr Jan Paluch (1964–1974)
- prof. dr hab. Stefan Jarzębski (1974–1983)
- doc. dr hab. inż. Jan Kapała (1984–2001)
- prof. dr hab. inż. Czesława Rosik-Dulewska (2001–2012)
- dr inż. Franciszek Pistelok (2012–2016)
- prof. dr hab. inż. Marianna Czaplicka(inne języki) (2016–2024)
- dr hab. Piotr Czechowski(inne języki) – od 2024[1]

## Programy
Instytut prowadzi programy z zakresu ochrony powietrza, wód oraz powierzchni ziemi, m.in. rekultywacji terenów poprzemysłowych, takich jak:
wyrobiska po odkrywkowej eksploatacji piasków podsadzkowych, żwirów, glin i iłów,
zwałowisk odpadów górnictwa podziemnego węgla kamiennego oraz odkrywkowego węgla brunatnego (kopalnie Turów, Żary, Konin) związanych z wydobyciem rud cynku, ołowiu, żelaza, osadników odpadów energetycznych, osadników towarzyszących produkcji sody (Mątwy), przekształceń chemicznych gleb z powodu zanieczyszczeń gazowych (SO
2, NOx, E, WWA) oraz pyłów.